# Обектив
Обектив се нарича всяка оптична система, способна да проектира двумерно изображение.
Състои се от набор от няколко лещи, а при някои обективи и огледала, комбинирани така, че да се избегне аберация. Въпреки че повечето хора асоциират думата обектив с фотоапаратите, обективът се среща и в камерите, телескопите, микроскопите, биноклите и много други оптични инструменти. При фотоапаратите например обективът може да е неподвижно прикрепен, но може и да има възможност да се сменят обективи с различни фокусни разстояния и апертури.
Едни от характеристиките на всеки обектив са: главно фокусно разстояние, аберация, разделителна способност и диаметър на резбата.

## Видове обективи

### При микроскопите

#### В зависимост от увеличението
Увеличението на обектива е означено върху метална цилиндрична обшивка, в долния му край, но при по-новите модели степента на увеличение може да е означена и с цветни ивици.
- Слаби: Черна (1.25х) Кафява (2.5х, 3.5х) Червена (4х, 5х) Оранжева (6.3х)
- Средни: Жълта (10х) Зелена (16х, 20х, 25х, 32х)
- Силни: Синя (40х, 50х) Тъмно синя (63х) Бяла (90х, 100х)[1]

#### В зависимост от средата
Средата, през която преминава светлината, има различни оптични характеристики.
Една от важните характеристика е коефициентът на пречупване на светлината. Когато един обект е разположен в две прозрачни среди с различен коефициент на пречупване, оптическият ефект при наблюдение е „пречупване“ на обекта. Когато използваме обективи със силно увеличение, различните коефициенти на пречупване на светлината при преминаването ѝ през въздуха и стъклото водят до влошаване на образа. Поради тази причина се налага между лещата на обектива и наблюдавания обект, да се постави капка течност с коефициент на пречупване на светлината близък, до този на стъклото и така се подобрява качеството на образа.
В зависимост от средата обективите са:
- Сухи – средата е въздух, няма специално означение върху тях.
- Имерсионни – между обекта и обектива има течна среда. Обикновено с имерсия се работи само със силните обективи. Видът на имерсията, с която е предназначен да работи обектива, се означава с пръстен (ивица) в долната част на обектива или с буквено означение: ~ Водни – бяла ивица, W или WI ~ С глицерол – оранжева ивица, Glyc ~ Маслени – черна ивица, HI или Oil ~ Различни други среди – червена ивица[1]

#### В зависимост от способността за корекция
Всички лещи имат аберации, които влияят върху качеството на образа, който е точно копие на обекта. Аберации наричаме дефекти (изкривявания) на образа, вследствие дифракция и интерференция на светлината при преминаването ѝ през обекта или на дефекти на самата леща.
Аберациите биват:
1. Хроматична – получава се цветен ореол около обекта, дължащ се на дифракция на светлината.
2. Сферична – неясен образ, в резултат на интерференция на лъчите, преминали през обекта.
3. Астигматична – изкривяване на образа, вледствие на дефект на лещата
4. Изкривяване на полето – образът изглежда разположен върху полусфера, а не върху равнина.
5. Деформация на образа – получава се когато увеличителната способност на лещата варира в различни точки на диаметъра ѝ.
6. „Кома“ – образът на точка, разположена встрани от оптичната ос изглежда като конус.

Според корекционните си способности, обективите биват:
- Ахромати – коригират хроматичната аберация за два цвята.
- Апохромати – коригират хроматичната аберация за три цвята.
- План обективи – коригират сферичната аберация.
- Комбинирани – планахромати и планапохромати, коригират сферичната и хроматичната аберация[1].

### При фотоапаратите
Макрообективите са вид обективи, предназначени за фотографиране на малки обекти в едър план дори в мащаб 1:1. Типичното фокусно разстояние е от 50 до 100 mm. Поради специалните корекции макрообективът позволява да се фотографира с повишена рязкост и контраст, но има по-малка светлосила в сравнение с обективи с подобно фокусно разстояние.
Обратно приложение има телеобективът – предназначен е за фотографиране на отдалечени обекти.
Макро- и телеобективите обикновено се използват като сменяеми обективи кьм огледално-рефлексираните фотоапарати.